# Teo Torriatte (Let Us Cling Together)
Teo Torriatte (Let Us Cling Together)(일본어: 手をとりあって)는 1976년에 발매된 퀸 앨범 'A Day at Races'에 수록된 노래로,  퀸이 특히 인기를 많이 얻었던 일본의 팬들을 위해 작곡한 노래이다.
영문 후렴 후 일본어 가사가 등장하는데, 이는 퀸의 방일 당시 통역을 담당한 사메오카 치카가 프레디의 의뢰를 받아 영문가사를 번역한 것이다.

## 참여 인원
- 프레디 머큐리
- 브라이언 메이
- 로저 테일러
- 존 디콘